# تيدلي
تيدلي هي جماعة قروية في إقليم ورزازات بجهة درعة تافيلالت في المغرب. وهي تضم 15285 نسمة، حسب الإحصاء العام للسكان والسكنى لسنة 2014.

## التعليم
قائمة المؤسسات التعليمية في جماعة تيدلي:
- مجموعة مدارس توغوت (المركزية: توغوت / الوحدات: أيت مروان)
- مجموعة مدارس تكاديرت (المركزية: ... / الوحدات: ... - ... - ...)
- مجموعة مدارس الصور (المركزية: ... / الوحدات: ... - ... - ...)
- مجموعة مدارس أزلاغ (المركزية: تزاكزاوت / الوحدات: ... - ... - ...)
- مجموعة مدارس إماغودن (المركزية: ... / الوحدات: ... - ... - ...)
- مجموعة مدارس تشديرت (المركزية: ... / الوحدات: ... - ... - ...)
- إعدادية المختار السوسي

## النقل والطرق
ترتبط جماعة تيدلي بمركز أكويم (طريق تيزي نتيشكا ) عبر طريق معبدة، كما ترتبط جماعة تيدلي بجماعة توبقال (إقليم تارودانت) بطريق معبدة.

## دواوير الجماعة
- دوار تورضة
- مركز تيدلي (السوق)
- دوار أوديد
- دوار ادقي
- دوار تازولت
- دوار أكني واعزيز
- دوار تمجضوت
- دوار تيغويت
- دوار تاركا إكدلان
- دوار تشديرت
- دوار واوكايا
- دوار الصور
- دوار إغرورض
- دوار أنزال
- دوار أكرض نيسيل
- دوار تكاديرت
- دوار إغراسن
- دوار إغيل نيزيض
- دوار توغوت
- دوار تكاديرت نباوزين
- دوار أكوشتيم
- دوار إبردازن
- دوار تيغرمت
- دوار أزرو
- دوار ملالت
- دوار تيزي
- دوار تماست
- دوار توريرت
- دوار أورى
- دوار إيماغودن
- دوار باعكاض
- دوار تمزريت
- دوار زاوية سيدي إيدر
- دوار تيزوغرين
- دوار تميشة